# مجموعه باباولی
مجموعه باباولی مربوط به سدهٔ ۱۳ ه.ق است و در کاشان، امتداد گذر بابا ولی واقع شده و این اثر در تاریخ ۳ اسفند ۱۳۵۵ با شمارهٔ ثبت ۱۳۵۵ به‌عنوان یکی از آثار ملی ایران به ثبت رسیده است.